# أكيكو ياجيما
أكيكو ياجيما (باليابانية: 矢島晶子)، اسمها الحقيقي أكيكو أوغاساوارا (باليابانية: 小笠原晶子) هي مؤدية أصوات يابانية ولدت في 4 مايو 1967 في كاشيوازاكي، نييغاتا.

## أدوارها في الأنمي

### مسلسلات أنمي تلفزيونية
- التقرير المتنقل الجديد جاندام وينج - ريلينا بيسكرافت
- بلود+ - ديفا، ريكو مياغوسوكو
- كرايون شين-تشان - شينّوسكي نوهارا (الصوت الأول)
- ذا بيغ أو - آر دوروثي واينرايت
- هايبانه رينمه - كو
- إينوياشا - يورا، كوهاكو
- إينوياشا: الجزء الأخير - كوهاكو
- ياشاهيمي: أميرة أنصاف الشياطين - كوهاكو (أيام الصبا)
- ناروتو شيبودن - ساسوري (أيام الطفولة)
- صيد الأرواح الإلهية - مياكو كوماغوسو
- كاشرن سينز - لونا
- حكايات أشباح المدرسة - داتّو
- الخادم الأسود - أنجيلا
- سايونارا زتسبو سينسيه - تشيي أراي، رين إيتوشيكي، ماجيرو إيتوشيكي
- زوكو سايونارا زِتسبو سينسيه - تشيي أراي، رين إيتوشيكي، ماجيرو إيتوشيكي
- زان سايونارا زِتسبو سينسيه - تشيي أراي، رين إيتوشيكي، ماجيرو إيتوشيكي
- إيرغو بروكسي - بينو
- برج درواغا 〜the Sword of URUK〜 - كاي
- فاينل فانتسي: أنليميتد - الكونت تايرانت، تشوبي
- إكس إكس إكس هوليك - آمي-واراشي
- CLANNAD - دمية الخردة
- CLANNAD 〜AFTER STORY〜 - دمية الخردة
- شعلة ريكا - كوريناي
- تايغر آند باني - سيس
- إيوريكا سفن - ساكويا
- كاراكوري كيدن هيو سنكي - مايو
- فايري تايل - ليكتر
- أوتينا فتاة الثورة - ميتسورو تسوابوكي
- بيرسيرك - ريكرت
- بوبتيبيبيك - بيبيمي (الحلقة 7A)
- يوري أون آيس - أكسل نيشيغوري، لوتز نيشيغوري، لوب نيشيغوري

### أوفا أنمي
- التقرير المتنقل الجديد جاندام وينج: إندليس والتز - ريلينا بيسكرافت
- غوكو سايونارا زِتسبو سينسيه - تشيي أراي، رين إيتوشيكي
- إكس إكس إكس هوليك: شونموكي - آمي-واراشي

### أفلام أنمي
- إينوياشا: قلعة الخيال في المرآة - كوهاكو
- كرايون شين-تشان: مغامرة في هندرلاند - شينّوسكي نوهارا
- كرايون شين-تشان: مطاردة كرات الظلام - شينّوسكي نوهارا
- كرايون شين-تشان: مباغتة! مهمة حافر الحيوان السرية - شينّوسكي نوهارا
- كرايون شين-تشان: نداء العاصفة في الأدغال - شينّوسكي نوهارا
- كرايون شين-تشان: نداء العاصفة, فتيان كاسوكابي من غروب الشمس - شينّوسكي نوهارا
- كرايون شين-تشان: نداء الأسطورة, أرقص! أميغو! - شينّوسكي نوهارا
- كرايون شين-تشان: نداء العاصفة, عروسي - شينّوسكي نوهارا
- كرايون شين-تشان: نداء العاصفة, خطة الجاسوس الذهبي - شينّوسكي نوهارا
- كرايون شين-تشان: نداء العاصفة, أنا و أميرة الفضاء - شينّوسكي نوهارا
- كرايون شين-تشان: في غاية اللذة! صف B يشترك في صمود التذوق - شينّوسكي نوهارا
- كرايون شين-تشان: معركة جدية! هجوم بابا الآلي - شينّوسكي نوهارا
- كرايون شين-تشان: نوم عميق! هجوم كبير على عالم الأحلام - شينّوسكي نوهارا
- كرايون شين-تشان: غزو! الفضائي شيريري - شينّوسكي نوهارا
- كرايون شين-تشان: وليمة متفجرة! فتيان الكونغ فو: ثأر الرامن - شينّوسكي نوهارا
- ملك الشوك - تيم
- فيلم بوكيمون 3: إنتي و تعويذة الأنون - مولي هيل
- جامبا - تشوتا

## أدوارها في ألعاب الفيديو
- سلسلة ألعاب سوبر روبوت وورز - آر دوروثي واينرايت
- تيلز أوف ذا وورلد: ريف يونايتيا - آني بارس
- كرايون شين-تشان: نداء العاصفة, مغامرة في سينمالاند - شينّوسكي نوهارا
- كرايون شين-تشان: نداء العاصفة, طقطقة كلاكيت سينمالاند - شينّوسكي نوهارا

## أدوارها في الدبلجة اليابانية
- الحاسة السادسة - كول سير
- كلاب وقطط - لو
- فتى الكاراتيه - دري باركر
- حرب النجوم الجزء الأول: تهديد الشبح - أناكين سكايوالكر

## وصلات خارجية
- أكيكو ياجيما على موقع IMDb (الإنجليزية)
- أكيكو ياجيما على موقع ألو سيني (الفرنسية)
- أكيكو ياجيما على موقع ميوزك برينز (الإنجليزية)
- أكيكو ياجيما على موقع قاعدة بيانات الفيلم (الإنجليزية)
- أكيكو ياجيما على موقع كينوبويسك (الروسية)
- أكيكو ياجيما على موقع كينوبويسك (الروسية)
- أكيكو ياجيما على موقع كينوبويسك (الروسية)
- أكيكو ياجيما على موقع ANN person (الإنجليزية)
- صفحة IMDb